# Estación de Arenys de Mar
Arenys de Mar es una estación de la línea R1 de Barcelona y línea RG1 de Gerona de Rodalies Renfe ubicada en el municipio homónimo.
La estación está situada junto a la playa, ya que la línea del Maresme en ese tramo va junto a la orilla del mar, algo separada del casco urbano puesto que debe atravesarse la N-II para llegar al mismo. A partir de aquí hacia el norte la línea del Maresme es de vía única hasta que llega a la estación de Massanet-Massanas. Es terminal de parte de los servicios que se prolongan desde Mataró en hora punta.
| << cabecera                    | < estación      | línea        | estación >                       | cabecera >>       |
| ------------------------------ | --------------- | ------------ | -------------------------------- | ----------------- |
| Rodalies de Catalunya de Renfe |                 |              |                                  |                   |
| Molins de Rey Hospitalet       | Caldes d'Estrac |              | terminal                         | terminal          |
| Molins de Rey Hospitalet       | Caldes d'Estrac | Canet de Mar | Calella Blanes Massanet-Massanas |                   |
| Hospitalet                     | Caldes d'Estrac | Canet de Mar |                                  | Figueras Port-Bou |

- Datos: Q1922709
- Multimedia: Arenys de Mar train station / Q1922709